# Teoría de la mente
La teoría de la mente es una expresión usada en filosofía, psicología y ciencias cognoscitivas y otras ciencias humanas para designar la capacidad de atribuir pensamientos e intenciones a otras personas (y a veces entidades). Aquí la palabra teoría tiene principalmente la acepción de ‘conjetura’.
Así, cuando un sujeto inteligente está dotado de teoría de la mente, se entiende que tiene la capacidad de comprender y reflexionar respecto al estado mental de sí mismo y del prójimo; también incluye la teoría de la mente la capacidad de percibir y así poder llegar a reflexionar y comprender en relación con las sensaciones propias y del prójimo (en este caso principalmente por signos corporales que el otro da), logrando así el sujeto prever el propio y ajeno comportamiento. Tal capacidad de percepción comprende un conjunto de sensaciones, creencias, emociones, etc.
Uno de los principales estudiosos pioneros de la llamada teoría de la mente fue el antropólogo y psicólogo Gregory Bateson. Bateson observó primeramente un precedente de teoría de la mente en animales no humanos; por ejemplo, observó a perros jóvenes que “jugaban” a pelear y le llamó la atención cómo y mediante qué indicios o señales, estos animales detectaban si se trataba de la simulación lúdica de una lucha o de una lucha real. Bateson estableció una serie de criterios que los sistemas han de cumplir para que pueda existir la mente, y generar las propiedades emergentes de procesos que se relacionan con ella: aprendizaje, memoria y toma de decisiones.
En el ser humano, la capacidad de cognición se adquiere normalmente entre los 3-4 años; aunque más que una adquisición se trata de la activación de una capacidad congénita, capacidad que se activa a partir de una estimulación eficaz procedente del otro, es decir, en los humanos la cognición deriva de la naturaleza y del ambiente, de los factores culturales que inciden en la naturaleza humana. 
Si la cognición no logra desarrollarse se habla de patologías, por ejemplo, algunos[¿quién?] hipotetizan que el autismo tiene su origen en un fallo cognitivo en el afectado.
Para verificar cómo está implementada la teoría de la mente en un sujeto, se han pergeñado algunas pruebas como el test de la "falsa creencia".

## Desarrollo de la teoría de la mente
Para algunos autores[¿quién?] la teoría de la mente es innata e intuitiva: la capacidad de cognición se adquiere normalmente entre los 3-4 años, aunque más que una adquisición se trata de la activación de una capacidad congénita, capacidad que se activa a partir de una estimulación eficaz procedente del otro; es decir, que en los humanos la cognición deriva de la naturaleza y del ambiente, de los factores culturales que inciden en la naturaleza humana. Después de la infancia, el sujeto hace uso constantemente de "su" teoría de la mente (muchas veces cargada de prejuicios impuestos por el entorno), tal uso constante de la teoría de la mente es casi siempre efectuado sin tener plena consciencia de la misma, esto es, intuitivamente.
Para otros autores[¿quién?] la teoría de la mente es el resultado de la experiencia y el aprendizaje, afirman que se necesita del desarrollo de estructuras cerebrales y de la formación de redes neuronales. A los 6 meses de edad son capaces de distinguir el movimiento entre objetos animados e inanimados. Entre los 14-18 meses son capaces de dirigir la mirada hacia alguien que lo mire fijamente y empiezan a entender sus estados mentales de deseo e intención y la relación entre las emociones y los logros. Entre los 18-24 meses, cuando comienzan a caminar, descubren la diferencia entre realidad y pretensión, pueden diferenciar entre representaciones de un evento real y uno hipotético, como un pensamiento. También pueden reconocerse al mirarse en el espejo y son capaces de decir "yo pienso".
A partir de los 24 meses comienza el desarrollo ontogénico donde se reconocen tres fases. La fase 1 se da entre los 4-5 años, está relacionada con la habilidad para entender que otras personas pueden tener creencias falsas sobre el estado del mundo y que son diferentes a las propias. La fase 2 se da entre los 6-7 años, se la conoce como la fase de "creer en lo creído" y está relacionada con la habilidad para reconocer que uno puede tener una creencia falsa sobre lo que los demás creen. La fase 3 se da entre los 9-11 años, está relacionada con la capacidad de entender, donde son capaces de reconocer los errores y de reconocer situaciones en las que alguien dice algo inapropiado sin entender lo que dijo.
El desarrollo de la teoría de la mente es facilitado por los padres al hablar con sus hijos y al utilizar expresiones que refieren a los estados mentales de otros sujetos, también por la interacción con hermanos mayores que les permiten percibir los estados mentales del otro. Este desarrollo es paralelo a la adquisición del lenguaje.

### Test: Falsa creencia
Hasta los cuatro años un niño no tiene la teoría de la mente. Lewis y Mitchell lo definieron como “la capacidad de hacer inferencias sobre los estados representacionales de los otros y predecir la conducta conforme a ellos” es decir, la capacidad de atribuirle pensamientos e intenciones a otras personas. 
Cuando adquirimos la teoría de la mente poseemos la capacidad de comprender y reflexionar en relación con nuestro estado mental, así como también con el estado mental del otro. Esta es la comprensión de la actividad mental, de que la mente es un ente activo que analiza e interpreta las situaciones; una vez que el niño entiende esto, pueden comprender que las personas y ellos mismos representan al mundo, y dichas representaciones reflejan el mundo como es de verdad.
De este modo, para tener teoría de la mente una persona debe reconocer las consecuencias que causa que una persona tenga una falsa creencia. 
Entendido esto podemos comprender por qué, por ejemplo, los niños menores de cuatro años no saben mentir. No son capaces porque aún no entienden la creencia falsa, la cual conlleva entender una actividad mental y el proceso representacional; no entienden que una creencia puede cambiar, y que lo que para ellos era cierto antes, puede ser falso ahora. 
El test de la falsa creencia es el método que busca averiguar si el niño ha desarrollado la Teoría de la mente, esta se puede dar de manera correcta si posee la capacidad de diferenciar los propios conocimientos sobre el entorno de lo que otra persona cree de éste. 
Por ejemplo, Maxi pone un chocolate en un armario X, sale y mientras está fuera, su mamá saca el chocolate y lo pone en un armario Y, es entonces que a los niños se les pregunta dónde buscará Maxi su chocolate, es decir dónde cree Maxi que está su chocolate. Se establecen dos niveles en la capacidad mentalista o representacional: El primero, con respecto a que los niños que pueden saber sobre la existencia de algo (Maxi dejó su chocolate en el armario) y el segundo, cuando se les pregunta a los niños donde ellos creen que Maxi buscará su chocolate, generando así una representación de uso simbólico (el hecho de que entiendan que Maxi tiene una creencia falsa sobre dónde está su chocolate). 
Sin embargo, con cuatro años la mayoría ya dan una respuesta correcta, lo cual es una prueba de que han hecho la transición a la teoría de la mente y de que han abandonado una percepción de la realidad más bien egocentrista.

### ToM Cognitiva y ToM Afectiva
La Teoría de la mente (en inglés Theory of Mind o ToM) se puede dividir en dos: ToM Afectiva y ToM cognitiva. La primera es la capacidad de inferir los estados emocionales de los demás, mientras que la segunda es la capacidad de inferir las creencias e intenciones de los otros.
En la investigación realizada por Simone G. Shamay-Tsoory y Judith Aharon-Peretz se demostró que el procesamiento de la ToM cognitiva es diferente al de la ToM afectiva. Allí se comparó el rendimiento de los pacientes con lesiones localizadas en los lóbulos frontales ventromediales con las respuestas de pacientes con lesiones dorsolaterales, lesiones mixtas prefrontales y lesiones posteriores, y con sujetos de control sanos. Se comprobó que la ToM afectiva se vio afectada, principalmente, por el daño de la corteza ventromedial de los lóbulos frontales, por otro lado, la ToM cognitiva se vio afectada mayormente por un daño prefrontal extenso.
De esta manera, se puede decir que las capacidades de la mentalización cognitiva y afectiva tienen bases neurales en áreas diferentes. La ToM afectiva está asociada a la corteza prefrontal ventromedial y la ToM cognitiva está asociada a la corteza prefrontal dorsolateral. Datos recolectados a través de neuroimágenes determinaron que también es posible decir que los dos tipos de ToM están controladas por una red neuronal que comprende los surcos temporales superiores, los polos temporales y la corteza prefrontal. 

## Patrones y relaciones
Humberto Maturana y Francisco Varela desarrollaron una teoría sistémica de cognición a partir del concepto de autopoiesis, como el patrón de organización común a todas las criaturas vivientes. El lenguaje de la naturaleza es un lenguaje de relaciones.

## Metacognición
La metacognición se define como el pensamiento estratégico para utilizar y regular la propia actividad de aprendizaje y habituarse a reflexionar sobre el propio conocimiento. Es uno de los planteamientos de las teorías constructivistas del aprendizaje significativo, que responde a la necesidad de una transición desde un aprendiz pasivo dispuesto a aprender de forma adaptativa y reproductiva lo que se le pida hacia un aprendiz generador y constructivo, orientado a la búsqueda del significado de lo que hace. El término metacognición se asocia más con John Flavell. De acuerdo a este autor, la metacognición consiste tanto en el conocimiento metacognitivo y experiencias metacognitivas o regulamiento. El conocimiento metacognitivo se refiere al conocimiento adquirido sobre los procesos cognitivos, el conocimiento que se puede utilizar para controlar los procesos cognitivos. Flavell divide aún más el conocimiento metacognitivo en tres categorías: el conocimiento de las variables de persona, las variables de la tarea y las variables de la estrategia.
En otras palabras, se refiere a la capacidad de las personas para reflexionar sobre sus procesos de pensamiento y la forma en que aprenden. La forma en la que nuestro cerebro interpreta las cosas para que las podamos aprender. 
El proceso de aprender a aprender, entendido como el uso flexible y autorregulado del conocimiento en la solución de problemas, potencia en los estudiantes la toma de decisiones en situaciones cambiantes y de incertidumbre, y re dimensiona el perfil de la enseñanza encaminada al logro de esta competencia. La mediación didáctica implica en este sentido: a) plantear situaciones que generan en el estudiante contradicciones o afinidades entre sus conocimientos previos y la nueva información, es decir, un conflicto cognoscitivo; b) transformar este desequilibrio mental interno en una tensión fecunda de sinergias opuestas que motivan al estudiante a plantearse explicaciones más plausibles con libertad y autonomía; c) abrir espacios movilizadores en espiral de preguntas y redes de conceptos aplicables a la interpretación y evaluación de situaciones nuevas que consolidan en los estudiantes múltiples bifurcaciones cognoscitivas, afectivas, procedimentales y actitudinales.

### Metacognición en la era digital
Los sistema escolares enfrentan las exigencias del mundo laboral que van más allá de las habilidades técnicas; las habilidades del siglo XXI son cognitivas de orden superior y exigen gestión del conocimiento, análisis, interacción e intercambio (OCDE, 2010) del pensamiento creativo, crítico, reflexivo y de colaboración (Levi & Murnane, 20333; Sunkel, Trucco & Espejo, 2014), retos que demandan una mirada más amplia y compleja del uso de las nuevas tecnologías en la educación.
Las habilidades cognitivas y metacognitivas merecen una atención especial en este proceso vertiginoso de integración de las tecnologías de la información y la comunicación (TIC). Esta premisa no es nueva, ya que desde hace algunos años se ha advertido sobre la existencia de todo un campo de investigación acerca del impacto del uso de las TIC en los procesos cognitivos (Díaz-Barriga, 2006; Edel & Navarro, 2015).
Con el deslumbre del determinismo tecnológico que le otorga un poder en sí mismo al uso de la tecnología en el aula, se obvia el trabajo colaborativo de todo un equipo de profesionales que promueve y fundamenta el uso mediado de las TIC en los procesos de enseñanza, y que alcanza a potenciar un cambio en las prácticas de aprendizaje como espacios sincrónicos y asincrónicos de deconstrucción, construcción y difusión de conocimientos. esta premisa implica alentar una conciencia sobre lo que se aprende y cómo se aprende, no por estar al frente de un vídeo o cualquier recurso multimedia, sino por asumir el papel de aprendiz como una persona pensante, interesado en regular lo aprendido como una forma de comprender, construir, aplicar y transformar.
Según Perez (2012) estimular la metacognición en la era digital supone un medio para promover la autonomía y la autorregulación de aprendizaje, además de una clara orientación hacia el aprendizaje personalizado, "pues el aprendizaje progresa cuando el aprendiz comprende el proceso de aprender y conoce lo que conoce, como lo conoce y lo que necesita conocer (...) en definitiva la metacognición supone un eje crítico de una enseñanza personalizada, que promueve el desarrollo singular de cada individuo (p. 2011).
En su libro Metacognición y lectura, Juana Pinzás G. dice: «El tema de “aprender a aprender” es un ejemplo pertinente(…) Se puede decir que el interés por este tópico, surgido desde hace veinte años, responde a la creencia de que al preparar al alumno es necesario dotarlo de estrategias cognitivas para que, llegado el caso (como ciudadano independiente inserto en el mundo laboral y social), pueda enseñarse a sí mismo lo que no sabe o no aprendió o requiere saber y logre así mismo desarrollar los recursos (información, habilidades, estrategias, técnicas, etc.) que le permitan desempeñarse o reaccionar adecuadamente ante situaciones y problemas laborales u ocupacionales inesperados que quizás ahora nos parezcan posibilidades inverosímiles».

## Trastornos en los que se vea afectada la teoría de la mente
El cuerpo de conocimiento sobre cómo funciona la teoría de la mente ha ayudado a explicar las diferentes alteraciones en las relaciones sociales en variedad de trastornos mentales, predominantemente en el espectro autista y la esquizofrenia. Las tareas que detectan alteraciones en la "mentalización" contribuyen en la determinación de déficits diferenciales entre la multitud de trastornos, lo cual es importante en el momento de realizar diagnóstico temprano y aplicar el tratamiento correcto. En los apartados siguientes se intenta describir los últimos hallazgos sobre el mal funcionamiento de la teoría de la mente en variedad de trastornos.

### Autismo y esquizofrenia
Según Veddum, Pedersen, Landert y Bliksted «tanto los pacientes con esquizofrenia como los pacientes con trastornos del espectro autista (TEA) tienen problemas cognitivos sociales y déficits de la teoría de la mente (ToM). Sin embargo, no está claro si tanto la ToM verbal (explícita) como la no verbal (implícita), así como la percepción social, se ven afectadas de manera similar en ambos trastornos».
En un estudio de 2019 llevado a cabo por los mismos autores se arribó a la conclusión de que ambos grupos de pacientes tenían déficits cognitivos sociales similares, con algunos aspectos divergentes. Los pacientes con esquizofrenia tenían déficits en ToM implícita y percepción social compleja en comparación con sus controles, pero no tenían problemas con ToM explícita. Mientras que los pacientes con TEA solo tenían déficits con respecto a la percepción social compleja en comparación con sus controles.

### Anorexia nerviosa y autismo
En una revisión metaanalítica se examinaron los perfiles de la teoría de la mente tanto en pacientes con anorexia nerviosa (AN) como en individuos autistas. Los resultados de dicha investigación sugieren que las personas con AN y autismo tienen un perfil de teoría de la mente similar, pero los segundos mostraron mayores dificultades, particularmente en la teoría de la mente emocional. Es decir, tanto las personas con AN como las autistas tienen dificultades significativas en todos los aspectos de la teoría de la mente en relación con los grupos controles sanos, pero existen algunas diferencias en el perfil subyacente. Sin embargo, los autores recalcan que hace falta llevar a cabo más investigaciones en el campo de la teoría de la mente entre pacientes con AN antes de llegar a una conclusión contundente.

### Depresión crónica
En un metaanálisis realizado en 2016 se encontró que «las habilidades relacionadas con la ToM están afectadas durante una depresión y pueden potencialmente contribuir a las dificultades psicosociales durante la misma». Los autores remarcan la necesidad de investigar sobre las habilidades de ToM en los diferentes tipos y etapas de una depresión, especialmente en pacientes donde la enfermedad ha remitido.
El Sistema de Análisis Cognitivo del Comportamiento de la Psicoterapia (CBASP) es el único tratamiento desarrollado específicamente para la depresión crónica.[cita requerida] Se apoya en la hipótesis de que los pacientes con depresión crónica (DC) muestran déficits considerables de las capacidades de la teoría de la mente afectiva (ToM). Sin embargo, no está claro si los déficits de ToM son específicos o si surgen de déficits cognitivos globales asociados con la depresión.
Un estudio realizado en 2015 encontró que las personas con DC presentan una desaceleración en la ToM afectiva en comparación con la ToM cognitiva en comparación con grupos sanos. Simultáneamente, se observó un deterioro general de todas las funciones de ToM en las personas con depresión crónica. Se llegó a la conclusión de que los pacientes con DC tienen un déficit de mentalización, específicamente para funciones ToM afectivas. Este se combina con un deterioro general de las funciones de ToM, muy probablemente atribuible a los déficits cognitivos descritos con frecuencia en la depresión.

### Ansiedad social
En 2014, se realizó un estudio que exploró si las personas con ansiedad social (SAD) también tienen deficiencias en la teoría de la mente (ToM) o la capacidad de comprender los estados mentales de los demás, incluidas las emociones, creencias e intenciones.
Los participantes con SAD obtuvieron peores resultados en las tareas de ToM que los participantes sin ansiedad social. Aquellos con SAD tenían más probabilidades de atribuir emociones más intensas y mayor significado a lo que otros pensaban o sentían.
Estas diferencias grupales no se debieron al sesgo de interpretación. Las deficiencias de ToM en personas con ansiedad están en la dirección opuesta a las de personas con afecciones del espectro autista cuyas inferencias sobre los estados mentales de otras personas están ausentes o son muy limitadas.
Esta asociación entre SAD y ToM puede tener implicaciones importantes para nuestra comprensión del tratamiento del trastorno de ansiedad social.

### Niños con TDAH
Un estudio publicado en 2019 comparó la empatía y la teoría de la mente (ToM) entre niños con TDAH y controles sanos. Sus hallazgos revelaron que los niños con TDAH poseen niveles significativamente más bajos de empatía autoinformada y puntuaciones significativamente más bajas en la prueba de falsa creencia (mejoraron después de la administración de medicamentos a un nivel igual al encontrado en los controles sanos)

### Trastorno bipolar
La relación entre la ToM y los estados emocionales no está definida claramente. Un metaanálisis de 2016 encontró que «hay una significativa pero modesta disfunción de la ToM en pacientes con trastorno bipolar remitido o subsindrómico». Establecen que podemos correlacionar episodios más agudos con déficits más graves de la ToM. Y, la exaltación de los déficits de la ToM puede generar problemas en las relaciones interpersonales significativas de paciente con trastornos mánicos severos o subsindrómicos. Lo que se sabe es poco y hay una necesidad de que se realicen estudios longitudinales comparando el desarrollo de los déficits de la ToM a través del curso de la enfermedad.

## Bases neurales
Los crecientes avances en el campo de las neurociencias, y en las técnicas de neuroimagen, han impulsado un notable interés por conocer las funciones y las bases biológicas de diferentes conceptos en lo que respecta al ser humano y a la vida en sociedad.
La teoría de la mente es considerada un componente central de la cognición social y refiere a destrezas metacognitivas que posibilitan la inferencia de estados mentales propios y ajenos. Rebecca Saxe, profesora de neurociencia cognitiva y jefa del Departamento de Ciencias Cerebrales y Cognitivas del MIT, establece en su artículo Theory of Mind: Neural Basis un grupo de regiones que estarían consistentemente implicadas en la teoría de la mente y a las que denomina "red ToM". La ToM incluye la conjunción temporo-parietal derecha e izquierda, la corteza prefrontal medial (CPFM) y la corteza parietal medial (CPM).
Este grupo de regiones han sido identificadas como relevantes en estudios ocasionados por lesiones y con estimulación magnética transcraneal.